# Trennschiene (Bodenbelag)
| Dieser Artikel wurde auf der Qualitätssicherungsseite des WikiProjekts Planen und Bauen eingetragen. Dies geschieht, um die Qualität der Artikel aus den Themengebieten Bautechnik, Architektur und Planung auf ein akzeptables Niveau zu bringen. Dabei werden Artikel, die nicht maßgeblich verbessert werden können, möglicherweise in die allgemeine Löschdiskussion gegeben. Hilf mit, die inhaltlichen Mängel dieses Artikels zu beseitigen, und beteilige dich an der Diskussion! |

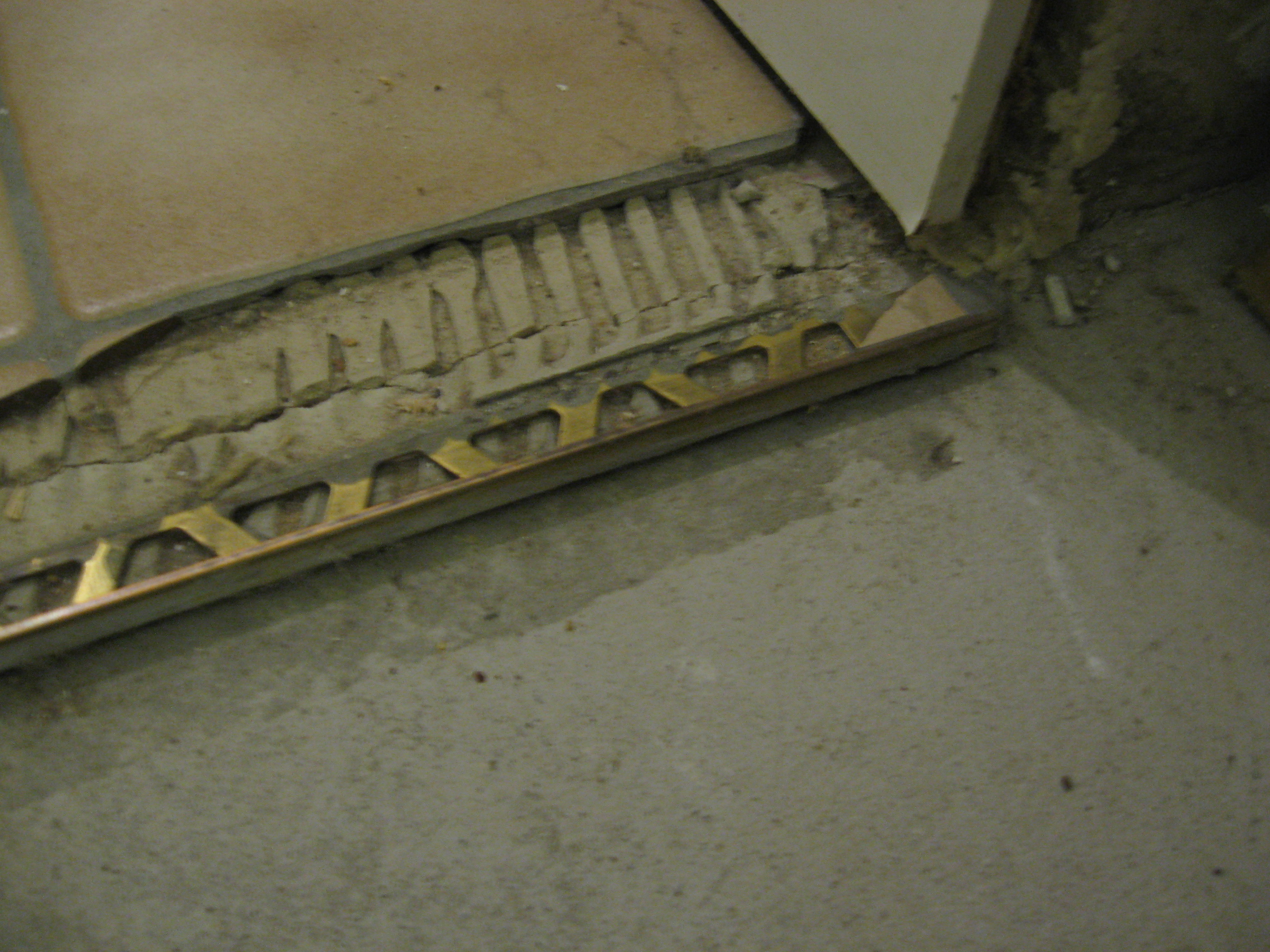
Schlüterschiene - fehlerhaft eingebaut

Mit einer Bodenbelagstrennschiene  (auch als Schlüterschiene bekannt)  werden Bodenbeläge untereinander oder gegen andere Materialien   abgegrenzt. 
Charakteristisch ist die durchbrochene Feder, mit der die Trennschiene in den Kleber oder Mörtel unter dem Belag eingebettet und fixiert wird. 
Mittlerweile gibt es eine große Varietät von Systemen, Formen, Größen und Materialien um optimale Anpassung an Einsatzbedingungen, Beläge und Erscheinung zu gewährleisten.